# Paraplexaura debora
Paraplexaura debora är en korallart som beskrevs av Manfred Grasshoff 2000. Paraplexaura debora ingår i släktet Paraplexaura och familjen Plexauridae.
Artens utbredningsområde är Röda havet. Inga underarter finns listade i Catalogue of Life.